# Adonijah (Virginia Occidental)
Adonijah es un área no incorporada ubicada en el condado de Clay (Virginia Occidental), Estados Unidos. Está catalogada como un asentamiento humano por la Junta de Nombres Geográficos de los Estados Unidos. Su número de identificación (ID) es 1741378. Se encuentra a 322 m s. n. m. (1056 pies).